# جام جهانی ۹۸ (بازی ویدئویی)
«جام جهانی ۹۸» (انگلیسی: World Cup 98) یک بازی ویدئویی در سبک بازی ورزشی است که توسط ای‌ای اسپورتس و در سال ۱۹۹۸ و در پلت‌فرم‌های نینتندو ۶۴، مایکروسافت ویندوز، و پلی‌استیشن منتشر شده‌است.

## تیم‌ها
در این بازی تیم‌های راه یافته به جام جهانی فوتبال ۱۹۹۸ به همراه ۸ تیم دیگر حضور دارند.
تیم‌های راه‌یافته:
- آرژانتین
- اتریش
- بلژیک
- برزیل
- بلغارستان
- کامرون
- شیلی
- کلمبیا
- کرواسی
- دانمارک
- انگلستان
- فرانسه
- آلمان
- ایران
- ایتالیا
- جامائیکا
- ژاپن
- کرهٔ جنوبی
- مکزیک
- مراکش
- هلند
- نیجریه
- نروژ
- پاراگوئه
- رومانی
- عربستان سعودی
- اسکاتلند
- آفریقای جنوبی
- اسپانیا
- تونس
- ایالات متحده آمریکا
- یوگسلاوی

تیم‌های حضور نیافته:
- استرالیا
- کانادا
- چین
- یونان
- پرتغال
- جمهوری ایرلند
- روسیه
- سوئد